# Kanton Ajaccio-2
Der Kanton Ajaccio-2 ist seit 1973 ein französischer Kanton im Arrondissement Ajaccio, im Département Corse-du-Sud der Region Korsika. Er besteht aus dem nordwestlichen Teil der Stadt Ajaccio.